# Friskies PetCare Company
Friskies PetCare Company foi uma empresa que produzia comida para cães e gatos através da utilização de vários nomes comerciais. A Friskies PetCare Company, uma divisão da Nestlé, fusionada com Ralston Purina em 2001 após a Nestlé adquirir todas as ações da Ralston Purina (NYSE: RAL) por US$ 33,50 cada. A oferta representava um lucro de 36 por centos sobre o preço de fechamento na sexta-feira do dia 12 de Janeiro de 2001. A nova companhia composta pela união das duas foi então renomeada para Nestlé Purina PetCare.  A marca Friskies continua a ser utilizada e comercializada pela Nestlé sob o domínio da marca Nestlé Purina PetCare.